# Bienvenue à Bataville
Pour plus de détails, voir Fiche technique et Distribution.
Bienvenue à Bataville est un documentaire français réalisé par François Caillat en 2008.

## Synopsis
Le film retrace l'utopie patronale de Tomáš Baťa, fondateur de l'usine et de la cité ouvrière de Bataville, en Moselle.

## Fiche technique
- Titre original : Bienvenue à Bataville
- Titre anglais : Welcome to Bataville
- Réalisation : François Caillat
- Scénario : François Caillat
- Musique : Pascal Comelade
- Producteur : Michel Klein
- Société de production : Unlimited, INA et Les Films Hatari
- Société de distribution : Unlimited (France)
- Pays de production :  France
- Durée : 90 minutes
- Date de sortie :
  - France : 19 novembre 2008